# Kolarstwo na Letnich Igrzyskach Olimpijskich 1896 – wyścig drogowy

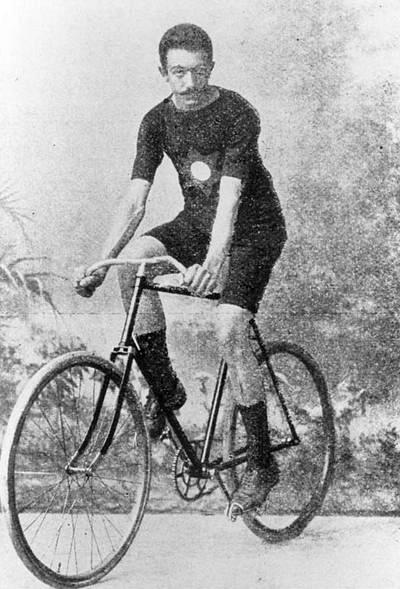
Zwycięzca wyścigu, Grek Aristidis Konstandinidis.

Wyścig drogowy był jedyną konkurencją, która podczas tych igrzysk rozgrywana była poza Neon Phaleron Velodrome. Został rozegrany 12 kwietnia na dystansie ok. 87 km (od Aten do miasta Maraton i z powrotem). W wyścigu wzięło udział 7 kolarzy z 3 państw.
Zawodnicy po dotarciu do półmetka wyścigu (miasto Maraton) zobowiązani byli do podpisania dokumentu przy obecności urzędnika, w którym poświadczali swoje przybycie do miasta. Wyścig kończyli na głównej kolarskiej arenie tych igrzysk.
Zawodnicy jechali w zwartej grupie niemal przez całą drogę do Maratonu. W drodze powrotnej do Aten zawodnicy się rozdzielili; przyczyną tego były upadki kolarzy. Niemiec Gödrich upadł raz i musiał wypożyczyć nowy rower. Grek Konstandinidis upadł aż trzykrotnie, przy tym wypożyczając przynajmniej dwa rowery. Przez długi czas prowadził Brytyjczyk Battell, jednak on również upadł i został doścignięty przez Greka i Niemca. Z wyraźną przewagą wygrał Konstandinidis przed Niemcem. Bardzo zmęczony Battell ledwo dojechał do mety.

## Wyniki
| lp.   | Zawodnik                 | Kraj                 | Wynik    | Uwagi |
| ----- | ------------------------ | -------------------- | -------- | ----- |
| 1.    | Aristidis Konstandinidis | Królestwo Grecji     | 3:21:10  | [ 1 ] |
| 2.    | August von Gödrich       | Cesarstwo Niemieckie | 3:31:14  | [ 2 ] |
| 3.    | Edward Battell           | Wielka Brytania      | nieznany |       |
| 4.-7. | Jeorjos Aspiotis         | Królestwo Grecji     | nieznany |       |
| 4.-7. | Miltiadis Jatru          | Królestwo Grecji     | nieznany |       |
| 4.-7. | Konstandinos Konstandinu | Królestwo Grecji     | nieznany |       |
| 4.-7. | Jeorjos Paraskiewopulos  | Królestwo Grecji     | nieznany |       |